# Бернат Клајн
Бернат Клајн (6. новембар 1922 – 17. април 2014) био је српски дизајнер текстила и сликар. Клајн је живео у Шкотској, снабдевао текстилима дизајнере високе моде 1960-их и 1970-их, а касније је продавао сопствене колекције одеће.

## Биографија
Клајн је рођен 1922. године у Сенти, Краљевина Срба, Хрвата и Словенаца. 1940. године похађао је Академију за уметност и дизајн Бесалел, Јерусалим, а затим се преселио на Универзитет у Лидсу у Енглеској, где је студирао технологију текстила од 1945. године. Био је запослен у разним текстилним компанијама у Енглеској и Шкотској, све до 1952. године када је основао фирму Colourcraft (Гала) Лтд. Обухватала је ткачки центар у Галашилсу у региону Шкотске границе, производећи тепихе и друге предмете који су се продавали у продавници компаније у Единбургу. Створио је иновативне текстиле, успостављајући трговину са произвођачима као што су Маркс и Спенсер.
1962. године, Коко Шанел је за своју пролећну колекцију одабрала Клајнове тканине, што је довело до веће продаје модним кућама у САД и Европи, укључујући куће Диор, Баленсијага, Пјер Карден и Ив Сен Лоран. Компанија је преименована у Бернат Клајн Лтд, а главни удео у послу стекла је подружница Империјал Тобако.
Клајн је дао отказ у овој компанији 1966. године, поново основавши самосталну фирму. Основао је у својој кући у близини Селкирка, где је од архитекте Петера Вомерслија, који је дизајнирао Клајнову кућу High Sunderland, педесетих година, наручио зграду студија. Основао је домаћу радиност ручних плетиља која је запошљавала до 250 људи. Током 1970-их почео је да производи сопствене колекције одеће, а касније се наметнуо као саветник за дизајн и боје. Одељење за животну средину му је поручило да развије стандардне палете тепиха и тапацирунга.
Клајн је за своје текстиле и слике инспирацију тражио у природи. Његове тканине укључује шарене егзотичне твидове, укључујући мохер и траке,, као и свилене и жерсеј тканине. Добитник је награде Савета за дизајн 1968. године, и додељена му је почасна диплома Универзитета Хериот-Ват (Единбург) 2003.